# Malaconothrus keriensis
Malaconothrus keriensis är en kvalsterart som beskrevs av Hammer 1966. Malaconothrus keriensis ingår i släktet Malaconothrus och familjen Malaconothridae. Inga underarter finns listade i Catalogue of Life.